# Finn Tarp
Finn Tarp (født 13. april 1951) er en dansk økonom med speciale i udviklingsøkonomi. Han er professor på Økonomisk Institut ved Københavns Universitet og tidligere direktør for FN's globale institut for udviklingsøkonomi UNU-WIDER i Helsingfors.

## Karriere
Finn Tarp er opvokset i Aalborg og matematisk-fysisk student fra Aalborg Katedralskole. I 1978 blev han cand.polit. og i 1992 lic.polit. ved Københavns Universitet. I tiåret 1978-88 arbejdede han som udsendt fra FN's fødevareorganisation FAO i Swaziland og Mozambique. Siden 1988 har han været ansat ved Økonomisk Institut på Københavns Universitet, 1988-91 som adjunkt, 1991-2002 som lektor og fra 2002 som professor.

## Forskningsområder
Finn Tarps forskningsområder er udviklingsøkonomi, sammenhængene mellem fattigdom, indkomstfordeling og økonomisk vækst, mikro- og makroøkonomi, landbrugspolitik og -planlægning og international udviklingsbistand. Han har offentliggjort henved 90 forskningsartikler i en lang række økonomiske tidsskrifter og bidraget til talrige bøger. 

## Hædersbevisninger
Finn Tarp modtog i 1979 Zeuthen-prisen, opkaldt efter den danske økonom Frederik Zeuthen, for en artikel baseret på sit kandidatspeciale Growth and Income Distribution in Developing Countries.
I november 2015 blev han udnævnt til ridder af Dannebrog.